# Snooker-Saison 1999/2000
Die Snooker-Saison 1999/2000 war eine Serie von Snooker-Turnieren, die der Main Tour angehörten. 19 Titel wurden in dieser Saison vergeben, bei neun Turnieren gab es auch Punkte für die Weltrangliste zu gewinnen.

## Saisonergebnisse
Die folgende Tabelle zeigt die Saisonergebnisse.
| Datum                             | Turnier                        | Austragungsort | Art                   | Sieger            | Finalgegner       | Ergebnis |
| 23. bis 25. Juli 1999             | Millennium Cup                 | Hongkong       | Einladungsturnier     | Stephen Lee       | Ronnie O’Sullivan | 7:2      |
| 28. August bis 5. September 1999  | Champions Cup                  | London         | Einladungsturnier     | Stephen Hendry    | Mark Williams     | 7:5      |
| 8. bis 19. September 1999         | British Open                   | Plymouth       | Weltranglistenturnier | Stephen Hendry    | Peter Ebdon       | 9:5      |
| 28. September bis 3. Oktober 1999 | Scottish Masters               | Motherwell     | Einladungsturnier     | Matthew Stevens   | John Higgins      | 9:7      |
| 11. bis 24. Oktober 1999          | Grand Prix                     | Preston        | Weltranglistenturnier | John Higgins      | Mark Williams     | 9:8      |
| 30. Oktober bis 10. November 1999 | Benson and Hedges Championship | Malvern        | Non-Ranking-Turnier   | Allister Carter   | Simon Bedford     | 9:4      |
| November 1999                     | Merseyside Professional        | Liverpool      | Non-Ranking-Turnier   | Stuart Bingham    | Stuart Pettman    | 5:1      |
| 13. bis 28. November 1999         | UK Championship                | Bournemouth    | Weltranglistenturnier | Mark Williams     | Matthew Stevens   | 10:8     |
| 11. bis 19. Dezember 1999         | China Open                     | Shanghai       | Weltranglistenturnier | Ronnie O’Sullivan | Stephen Lee       | 9:2      |
| 8. Januar bis 6. Mai 2000         | Premier League Snooker         | vers.          | Einladungsturnier     | Stephen Hendry    | Mark Williams     | 9:2      |
| 15. bis 23. Januar 2000           | Nations Cup                    | Reading        | Einladungsturnier     | England           | Wales             | 6:4      |
| 24. bis 30. Januar 2000           | Welsh Open                     | Cardiff        | Weltranglistenturnier | John Higgins      | Stephen Lee       | 9:8      |
| 4. bis 11. Februar 2000           | Masters                        | London         | Einladungsturnier     | Matthew Stevens   | Ken Doherty       | 10:8     |
| 20. bis 27. Februar 2000          | Malta Grand Prix               | Portomaso      | Weltranglistenturnier | Ken Doherty       | Mark Williams     | 9:3      |
| 3. bis 11. März 2000              | Thailand Masters               | Bangkok        | Weltranglistenturnier | Mark Williams     | Stephen Hendry    | 9:5      |
| 21. bis 26. März 2000             | Irish Masters                  | Dublin         | Einladungsturnier     | John Higgins      | Stephen Hendry    | 9:4      |
| 3. bis 9. April 2000              | Scottish Open                  | Aberdeen       | Weltranglistenturnier | Ronnie O’Sullivan | Mark Williams     | 9:1      |
| 15. April bis 1. Mai 2000         | Snookerweltmeisterschaft       | Sheffield      | Weltranglistenturnier | Mark Williams     | Matthew Stevens   | 18:16    |
| 13. bis 20. Mai 2000              | Pontins Professional           | Prestatyn      | Non-Ranking-Turnier   | Darren Morgan     | Jimmy White       | 9:2      |

## Qualifikationsturniere
Es gab mindestens eine Möglichkeit, sich als Amateur für die Saison 1999/2000 zu qualifizieren, namentlich die UK Tour 1998/99.

## Weltrangliste
Die Snookerweltrangliste wird nur nach jeder vollen Saison aktualisiert und berücksichtigt die Leistung der vergangenen zwei Saisons. Die folgende Tabelle zeigt die 32 besten Spieler der Weltrangliste der Saison 1999/00; beruht also auf den Ergebnissen der Saisons 97/98 und 98/99. In den Klammern wird jeweils die Vorjahresplatzierung angegeben.
| Platz 1 – 8 | Platz 1 – 8           | Platz 9 – 16 | Platz 9 – 16          | Platz 17 – 24 | Platz 17 – 24      | Platz 25 – 32 | Platz 25 – 32       |
| ----------- | --------------------- | ------------ | --------------------- | ------------- | ------------------ | ------------- | ------------------- |
| 1           | John Higgins (1)      | 9            | Matthew Stevens (26)  | 17            | Dave Harold (19)   | 25            | Graeme Dott (30)    |
| 2           | Stephen Hendry (2)    | 10           | Anthony Hamilton (11) | 18            | Chris Small (25)   | 26            | Quinten Hann (45)   |
| 3           | Mark Williams (5)     | 11           | Fergal O’Brien (20)   | 19            | Dominic Dale (23)  | 27            | Jamie Burnett (31)  |
| 4           | Ronnie O’Sullivan (3) | 12           | Paul Hunter (24)      | 20            | Tony Drago (10)    | 28            | Joe Swail (36)      |
| 5           | John Parrott (6)      | 13           | Peter Ebdon (7)       | 21            | Nigel Bond (13)    | 29            | Gary Wilkinson (17) |
| 6           | Stephen Lee (9)       | 14           | Mark King (16)        | 22            | James Wattana (15) | 30            | Terry Murphy (29)   |
| 7           | Ken Doherty (4)       | 15           | Steve Davis (14)      | 23            | Darren Morgan (22) | 31            | Brian Morgan (27)   |
| 8           | Alan McManus (8)      | 16           | Jimmy White (18)      | 24            | Billy Snaddon (32) | 32            | Andy Hicks (21)     |